# Olmio
L'olmio è l'elemento chimico di numero atomico 67 e il suo simbolo è Ho.
Fa parte della serie dei lantanidi (o terre rare); è un elemento metallico di colore bianco-argenteo, relativamente tenero e malleabile, stabile in aria secca a temperatura ambiente. Si trova nei minerali monazite e gadolinite.

## Caratteristiche

Rappresentazione del sistema cristallino esagonale. Per l'olmio, a = 357,73 e c = 561,58.

### Proprietà fisiche
In aria umida e a temperature elevate l'olmio subisce una rapida ossidazione formando un ossido giallastro che diventa tuttavia di un arancione rosso fuoco sotto un fascio di luce tricromatica. Tale variazione è dovuta alle sottili bande di emissione degli ioni trivalenti di questo elemento che agiscono come fosfori.
È un elemento trivalente dalle insolite proprietà magnetiche; possiede il più alto momento magnetico di qualsiasi elemento (106 µB); combinato con l'ittrio produce composti altamente magnetici. L'olmio è paramagnetico in condizioni standard, ma è ferromagnetico a temperature inferiori ai 19 K.

### Proprietà chimiche

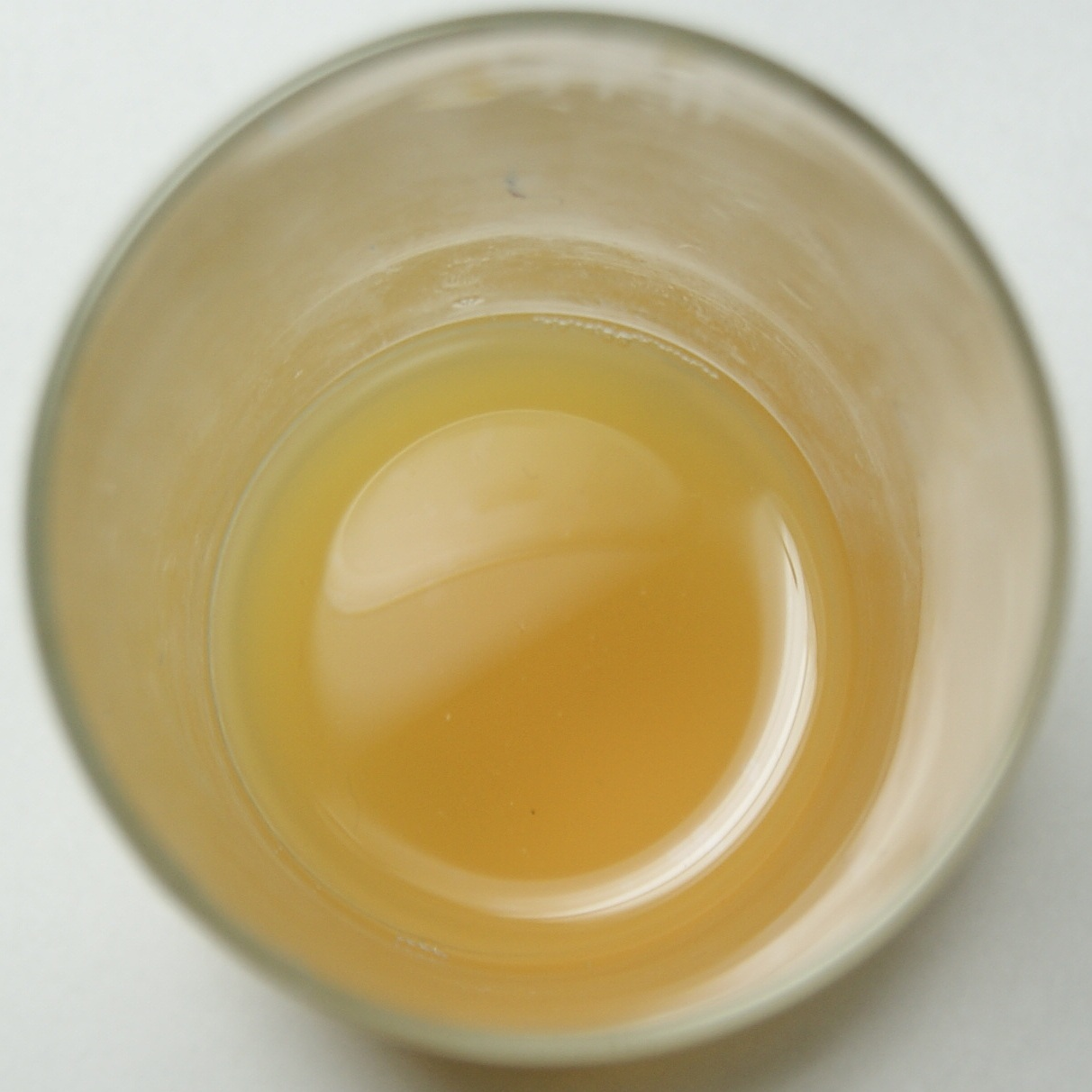
Lasciando discogliere un pezzetto di olmio in acido acetico al 25% si ottiene una soluzione dalla tipica colorazione giallina. La reazione produce lo ione Ho^{3+}, probabilmente sotto forma di acetato di olmio.

L'olmio metallico si ossida lentamente all'aria e brucia rapidamente formando ossido di olmio(III):
4 Ho + 3 O2 → 2 Ho2O3
L'olmio è molto elettropositivo ed è generalmente trivalente. Reagisce lentamente con acqua fredda e abbastanza velocemente con acqua calda formando idrossido di olmio(III):
2 Ho(s) + 6 H2O(l) → 2 Ho(OH)3(aq) + 3 H2(g)
L'olmio metallico reagisce con tutti gli alogeni:
2 Ho(s) + 3 F2(g) → 2 HoF3(s) (rosa)
2 Ho(s) + 3 Cl2(g) → 2 HoCl3(s) (giallo)
2 Ho(s) + 3 Br2(g) → 2 HoBr3(s) (giallo)
2 Ho(s) + 3 I2(g) → 2 HoI3(s) (giallo)
L'olmio si dissolve rapidamente in acido solforico diluito formando soluzioni contenenti lo ione Ho(III), che esiste anche come complessi di [Ho(OH2)9]3+:
2 Ho(s) + 3 H2SO4(aq) → 2 Ho3+(aq) + 3 SO2−4(aq) + 3 H2(g)
Sono noti anche HoCl e HoCl2.

## Applicazioni
Per via delle sue proprietà magnetiche, l'olmio trova impiego per produrre i più intensi campi magnetici artificiali. Dato che può anche assorbire facilmente i neutroni prodotti dalla fissione nucleare, viene usato anche per produrre barre di controllo per reattori nucleari.
Il suo elevato momento magnetico lo rende adatto per l'utilizzo nei granati di ittrio e ferro e nel fluoruro di ittrio e lantanio, materiali usati per la realizzazione di laser a microonde (maser).
I laser a olmio sono utilizzati in urologia come tecnica endoscopica per eliminare gli adenomi prostatici. L'utilizzo di questi laser permette l'asportazione degli adenomi senza bisogno di alcuna incisione cutanea. I vantaggi derivanti dall'utilizzo di questa tecnica sono una minor perdita di sangue intraoperatoria, un ridotto tempo di degenza ospedaliera e un ridotto tempo di cateterizzazione post-operatoria. L'utilizzo del laser ad olmio è particolarmente indicato in caso di adenomi molto voluminosi perché ne permette l'asportazione senza richiedere un intervento a cielo aperto. È fortemente consigliato anche ai pazienti cardiopatici e con problemi di coagulazione. I tessuti asportati con questa tecnica (a differenza di altre) possono essere sottoposti ad esame istologico. Il laser ad olmio è anche usato per rimuovere calcoli renali.
L'ossido di olmio è un colorante giallo per il vetro; vetri colorati con l'ossido di olmio sono usati come standard per la taratura degli spettrofotometri che lavorano nel campo della luce UV-visibile.
Recentemente si sta cercando di costruire memorie di dati magnetiche a base di olmio. La difficoltà incontrata è quella di stabilizzare la durata di questa memoria affinché duri parecchi anni. Al momento dei ricercatori del KIT sono riusciti a stabilizzare il momento magnetico di un singolo atomo di olmio (che solitamente varia ogni 200 nanosecondi) fissato su una superficie di platino per dieci minuti portando la temperatura a 1 K circa. La stabilizzazione è stata anche possibile grazie alla soppressione degli urti degli atomi circostanti. L'utilizzo della superficie di platino conferisce al sistema quantistico proprietà simmetriche ed esclude interazioni di disturbo. Queste memorie sarebbero particolarmente adatte per i computer quantistici o come supporto di memoria compatto..
Il 9 marzo 2017 viene pubblicato su Nature l'inserimento da parte dei ricercatori di IBM di 1 bit di informazione su un singolo atomo di Olmio posato su una superficie di ossido di magnesio in condizioni di vuoto estremo e raffreddato con elio liquido per conservare l'orientamento magnetico.
A partire dall'olmio si possono produrre rilevatori di oggetti basati su segnali vibrazionali e componenti schermanti contro i missili a ricerca di calore a raggi infrarossi.

## Storia
L'olmio (dal nome latino di Stoccolma, Holmia) fu scoperto da Marc Delafontaine e Jacques-Louis Soret nel 1878, che ne individuarono le allora inspiegabili righe di assorbimento dello spettro attribuendole ad un non meglio identificato "elemento X".
Più tardi, nello stesso anno, anche Per Teodor Cleve lo individuò, mentre lavorava su un campione di erbia, ovvero di ossido di erbio. Usando il metodo messo a punto da Carl Gustav Mosander, Cleve separò dall'erbia i suoi inquinanti e si ritrovò con due nuovi composti, uno bruno ed uno verde. Chiamò quello bruno holmia (dal nome latino della sua città natale, Stoccolma) e quello verde tulia. Successivamente fu dimostrato che l'holmia era ossido di olmio e la tulia ossido di tulio.

## Disponibilità
Come tutti gli altri elementi delle terre rare, non esiste allo stato nativo, ma compare combinato ad altri elementi in alcuni minerali quali la gadolinite e la monazite.
Viene ottenuto puro attraverso tecniche di scambio ionico dalla monazite (che ne contiene lo 0,05%); risulta solitamente difficoltoso da separare dagli altri elementi che in genere lo accompagnano. L'elemento puro viene isolato per riduzione del cloruro o del fluoruro anidro con calcio metallico.
La sua abbondanza nella crosta terrestre è stimata in 0,78 ppm, ovvero meno di un grammo per tonnellata di materiale. Negli oceani la sua abbondanza è di 0,00008 ppb.
Nel 2013 è stato scoperto un grande deposito di terre rare in una miniera in Malaysia, la Merapoh Mine di Pahang. Il giacimento sembra contenere grandi quantità di ossidi di terre rare quali lantanio, cerio, praseodimio, neodimio, samario, europio, gadolinio, terbio, disprosio, olmio, erbio, tulio, itterbio, lutezio e ittrio. I calcoli effettuati prevedono un'estrazione annua di 2 tonnellate di terre rare per un profitto lordo dell'azienda competente di circa 50 milioni di dollari all'anno.

### Produzione
L'olmio metallico può essere prodotto a partire da acetato di olmio (Ho(CH3COO)3) per decomposizione termica. L'acetato è solitamente disponibile sotto forma di idrato, Ho(CH3COO)3•3,5H2O, che alla temperatura di 800 °C si disidrata completamente per poi decomporsi a Ho2O3 alla temperatura di 570 °C. I vapori che vengono liberati da questo processo contengono vapore d'acqua, acido acetico, chetene, acetone, metano e isobutene.

## Precauzioni
Come gli altri elementi del gruppo dei lantanoidi, l'olmio mostra una tossicità acuta di livello basso. Nell'organismo umano non riveste alcun ruolo biologico noto ma potrebbe essere in grado di stimolare il metabolismo.